# Battaglia di Resaca de la Palma
La battaglia di Resaca de la Palma, avvenuta il 9 maggio 1846, fu uno dei primi scontri della guerra messico-statunitense. Dopo alcune ore di combattimenti gli statunitensi riuscirono a respingere la forza d'invasione messicana dal Texas, e nelle settimane successive cominciarono i preparativi per il contrattacco in Messico.

## Preludio
Dopo lo scoppio della guerra alla fine di aprile i messicani cominciarono una serie di attacchi lungo il confine texano, finché il 30 aprile il generale Mariano Arista attraversò il Rio Grande alla testa di un esercito, invadendo il Texas. Era così cominciato l'assedio di Fort Brown, ma nel giro di pochi giorni il generale Zachary Taylor era riuscito a giungere con dei rinforzi per gli assediati.
Arista, non volendo permettere il ricongiungimento dei nemici, distaccò una parte del proprio esercito dall'assedio di Fort Brown e l'8 maggio ingaggiò Taylor nella battaglia di Palo Alto, dove però i messicani non riuscirono a resistere all'avanzata statunitense. Arista decise allora di interrompere l'assedio e arretrò alcune miglia a sud di Fort Brown, all'interno della resaca di La Palma, una posizione giudicata meglio difendibile.

## La battaglia
Il giorno successivo, il 9 maggio, nel primo pomeriggio Taylor ordinò di attaccare le nuove posizioni messicane. Gli statunitensi caricarono in massa Resaca de la Palma, protetta da un pesante sbarramento di artiglieria messicana, che vanificò i loro attacchi per diverse ore.
Taylor, capendo che senza sbarazzarsi dell'artiglieria sarebbe stato impossibile vincere la battaglia, incaricò Charles A. May del 
2º Reggimento Dragoni di guidare la successiva carica, diretta stavolta contro i cannoni messicani. La carica ebbe successo e il generale Rómulo Díaz de la Vega, al comando dell'artiglieria messicana, venne catturato; la foga dell'attacco americano fu tale da costringere i messicani ad una nuova ritirata, abbandonando infine la resaca. Arista tentò di riconquistarla con alcuni contrattacchi, tutti però respinti. I messicani persero allora la propria coesione e si ritirarono disordinatamente, lasciandosi dietro buona parte degli equipaggiamenti, dell'artiglieria e delle insegne dei reggimenti.

## Conseguenze
Gli statunitensi catturarono numerosi messicani, ma il generale Taylor si distinse per il trattamento umano riservato a loro e ai feriti, tutti curati senza distinzione di nazionalità. Si occupò inoltre di far seppellire anche i morti messicani assieme a quelli americani.
La sconfitta a Resaca de la Palma costrinse i messicani a riattraversare il Rio Grande e a ritirarsi nell'entroterra, abbandonando all'avanzata americana tutti gli insediamenti di confine come Matamoros. Per la disfatta Arista venne rimosso dal comando, mentre Taylor, dopo aver riorganizzato il proprio esercito, invase il Messico ed attaccò le grandi città messicane, a cominciare dalla battaglia di Monterrey.